# Bemis (Virginia Occidental)
Bemis es un área no incorporada ubicada dentro del Distrito Valley Bend, una división civil menor del condado de Randolph (Virginia Occidental), Estados Unidos. Está catalogada como un asentamiento humano por la Junta de Nombres Geográficos de los Estados Unidos.
El número de identificación (ID) asignado por el Servicio Geológico de Estados Unidos es 1553855.

## Geografía
Se encuentra a una altitud de 787 m s. n. m. (2582 pies) según el conjunto de datos de elevación nacional.